# NGC 5978
NGC 5978 est une galaxie spirale située dans la constellation de la Balance. Sa vitesse par rapport au fond diffus cosmologique est de 7 449 ± 31 km/s, ce qui correspond à une distance de Hubble de 109,9 ± 7,7 Mpc (∼358 millions d'al). NGC 5978 a été découverte par l'astronome américain Francis Leavenworth en 1885.